# NASCAR Craftsman Truck Series de 1996
A Temporada da NASCAR Craftsman Truck Series de 1996 foi a segunda edição da NASCAR Camping World Truck Series, com 24 etapas disputadas o campeão foi Ron Hornaday Jr..